# Navas de Estena
Navas de Estena er en by og kommune i det sydlige centrale Spanien i provinsen Ciudad Real. Den har et indbyggertal på 282 (2024) indbyggere.